# HP-BTP Auber 93/Saison 2016
Dieser Artikel listet Erfolge und Fahrer des Radsportteams HP-BTP Auber 93 in der Saison 2016 auf.

## Erfolge in der UCI Europe Tour
| Datum     | Rennen                         | Kat. | Fahrer    |
| --------- | ------------------------------ | ---- | --------- |
| 10. April | 4. Etappe Circuit des Ardennes | 2.2  | Alo Jakin |

## Abgänge – Zugänge
| Zugänge       | Team 2015                    | Abgänge       | Team 2016              |
| ------------- | ---------------------------- | ------------- | ---------------------- |
| Romain Feillu | Bretagne-Séché Environnement | Steven Tronet | Fortuneo-Vital Concept |

## Mannschaft
| Teamkader 2016                             | Teamkader 2016    | Teamkader 2016 | Teamkader 2016                      |
| Name                                       | Geburtsdatum      | Land           | Vorheriges Team                     |
| ------------------------------------------ | ----------------- | -------------- | ----------------------------------- |
| César Bihel                                | 11. April 1988    | Frankreich     | Differdange-Losch (2014)            |
| Flavien Dassonville                        | 16. Februar 1991  | Frankreich     | CC Nogent-sur-Oise (2011)           |
| Romain Feillu                              | 16. April 1984    | Frankreich     | Bretagne-Séché Environnement (2015) |
| Pierre Gouault                             | 9. Februar 1993   | Frankreich     | UC Nantes Atlantique (2013)         |
| Julien Guay                                | 9. Oktober 1986   | Frankreich     | Sojasun espoir-ACNC (2014)          |
| Alo Jakin                                  | 14. November 1986 | Estland        | VC Rouen 76 (2013)                  |
| Guillaume Levarlet                         | 25. Juli 1985     | Frankreich     | Cofidis, Solutions Crédits (2014)   |
| Anthony Maldonado                          | 9. April 1991     | Frankreich     | AVC Aix-en-Provence (2014)          |
| David Menut                                | 11. März 1992     | Frankreich     | Armée de terre (2014)               |
| Maxime Renault                             | 2. Januar 1990    | Frankreich     |                                     |
| Théo Vimpère                               | 3. Juli 1990      | Frankreich     |                                     |
| Damien Touzé (1. Aug.–31. Dez., Stagiaire) | 7. Juli 1996      | Frankreich     | Club Cycliste d'Étupes (2016)       |
|                                            |                   |                |                                     |
| Quellen: ProCyclingStats Cycling Archives  |                   |                |                                     |